# 新見市消防本部
新見市消防本部（にいみししょうぼうほんぶ）は、岡山県新見市の消防部局（消防本部）。管轄区域は新見市全域。

## 沿革
- 1968年4月 政令指定により、新見市に消防本部・消防署が設置され、水槽付消防ポンプ自動車1台、消防ポンプ自動車1台で発足する。
- 1970年4月 救急業務開始
- 1972年5月 新見市周辺の阿哲郡4町（大佐町、神郷町、哲多町、哲西町）が常備消防設置の政令指定を受け、新見市及び阿哲郡4町で阿新広域事務組合新見地区消防本部として発足する。
- 1973年4月 刑部分駐所（大佐町）、新郷分駐所（神郷町）、万歳分駐所（哲多町）、矢神分駐所（哲西町）の4分駐所を仮庁舎で開設
- 1973年6月 分駐所庁舎完成、鉄骨造・平屋建て 4カ所
- 1978年10月 中国自動車道 北房～東城間救急業務の引受け、併せて真庭消防本部、三次地区消防本部との間に消防相互応援協定を締結。
- 1982年10月 新消防庁舎へ移転、業務を開始 住所：新見市新見312番地の2
- 1994年4月 分駐所の名称を大佐分署、神郷分署、哲多分署、哲西分署に改めた。
- 1997年3月 大佐分署新築
- 2000年7月 初の高規格救急自動車（ニッサンGE－FLW50）1台を購入、新見消防署へ配置した。
- 2002年3月 神郷分署新築
- 2003年2月 哲西分署新築
- 2004年3月 哲多分署新築
- 2005年3月 新見市と阿哲郡4町（大佐町、神郷町、哲多町、哲西町）が行政合併し、「新見市」となる。阿新広域事務組合は解散し、新見地区消防本部は名称を「新見市消防本部」とし、新見消防署は「新見市消防署」とする。
- 2009年4月 初の女性職員を採用する。
- 2010年3月 高機能消防指令センター（消防緊急通信指令台）を導入。
- 2014年11月 消防救急無線デジタル運用開始

## 組織
- 本部
  - 総務課
  - 予防課
  - 警防課

- 消防署
  - 新見市消防署
    - 大佐分署
    - 神郷分署
    - 哲多分署
    - 哲西分署

## 消防署
| 消防署       | 所在地                    |
| ------------ | ------------------------- |
| 新見市消防署 | 新見市新見312番地2        |
| 大佐分署     | 新見市大佐小阪部1327番地1 |
| 神郷分署     | 新見市神郷釜村1187番地1   |
| 哲多分署     | 新見市哲多町矢戸701番地2  |
| 哲西分署     | 新見市哲西町矢田2559番地4 |

## 主力機械

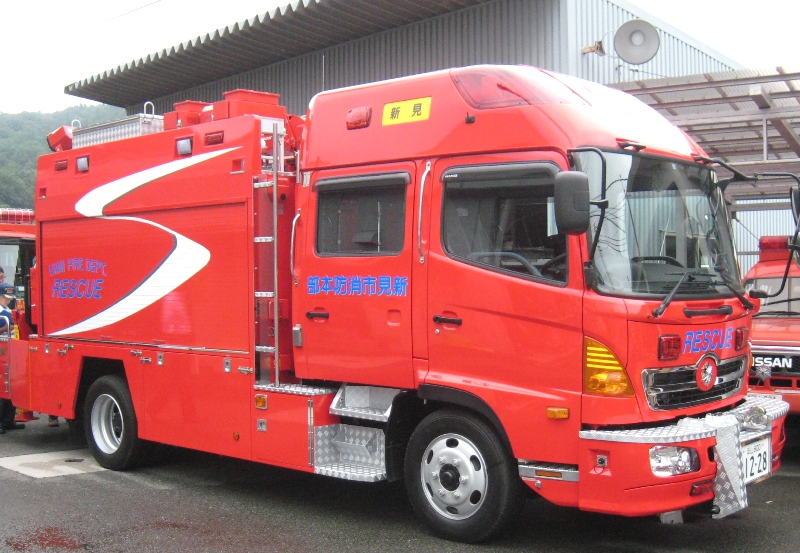
新見市消防署のⅡ型救助工作車

2011年4月1日現在
- 普通消防ポンプ自動車：5台
- 水槽付消防ポンプ自動車：2台
- 化学消防自動車：1台
- 救助工作車：1台
- 救急自動車：7台（内高規格：6台）
- その他車両：10台